# Bureau de coordination et de liaison
 (juillet 2018).
Si vous disposez d'ouvrages ou d'articles de référence ou si vous connaissez des sites web de qualité traitant du thème abordé ici, merci de compléter l'article en donnant les références utiles à sa vérifiabilité et en les liant à la section « Notes et références ».
Le Bureau de coordination et de liaison (BCL), aussi appelé simplement « la Coordination », était la police politique au Niger sous le régime de Seyni Kountché (1974-1987).

## Histoire
Un de ses directeurs au début des années 80 fut Abdallah Wafy.
Le BCL deviendra par la suite le Centre de documentation d'État, puis la Direction générale de la documentation et de la sécurité extérieure (DGDSE).